# North Thompson Oxbows - Jensen Island Park
North Thompson Oxbows - Jensen Island Park är en park i Kanada.   Den ligger i provinsen British Columbia, i den södra delen av landet, 3 300 km väster om huvudstaden Ottawa. North Thompson Oxbows - Jensen Island Park ligger 360 meter över havet.
Terrängen runt North Thompson Oxbows - Jensen Island Park är varierad. North Thompson Oxbows - Jensen Island Park ligger nere i en dal. Runt North Thompson Oxbows - Jensen Island Park är det mycket glesbefolkat, med 6 invånare per kvadratkilometer.. 
I omgivningarna runt North Thompson Oxbows - Jensen Island Park växer i huvudsak barrskog.